# Gezicht op Den Haag
Gezicht op Den Haag is een olieverfschilderij op doek van Jan van Goyen uit 1651. Het ruim 4,5 meter brede panorama werd geschilderd in opdracht van het stadsbestuur van Den Haag en behoort sinds 1991 tot de collectie van het Haags Historisch Museum.

## Herkomst
Het schilderij was een opdracht van de magistraat (burgemeesters en schepenen) van Den Haag. De Haagse stadsrekeningen vermelden dat op 7 augustus 1651 "Johan van Gooyen" 650 gulden betaald kreeg voor "een schilderije vervatende den haech int groot soo die leijt met vele vande principaelste gebouwen, Landtschappen ende beelden [= figuren] verciert, met de appendentien ende depen[den]tien van dien [= met toebehoren]."
Uit de bronnen blijkt dat Van Goyen mogelijk in 1653 geprobeerd heeft voor een tweede keer de 650 gulden die hij als honorarium voor het schilderij had afgesproken, vergoed te krijgen. Voor 2 mei 1653 staat vermeld dat hij het bedrag plus rente in mindering mocht brengen op een schuld die hij bij de stadsregering had uitstaan voor de aankoop van enkele percelen ("van de erven by [=door] hem van de Magistraet gecocht"). Deze resolutie is echter doorgestreept met de vermelding in de kantlijn dat de 650 gulden al op 7 augustus 1651, direct na de levering van het schilderij, was voldaan.
Het schilderij hing aanvankelijk (of ten minste vanaf 1653) in de toenmalige burgemeesterskamer van het Oude Stadhuis (tegenwoordig een wachtkamer naast de Vierschaar), aan de blinde linkermuur. In de 18e eeuw (zoals vermeld in de periode 1730-1763) was het verhuisd naar de schepenkamer. In de eerste helft van de 19e eeuw bevond "de groote Schildery met een gordyn" (1816) oftewel het "Oud gezigt van den Haag" (1837) zich in de huidige burgemeesterskamer. Rond 1860 hing het in de kamer van de secretaris op de eerste verdieping. In 1862 werd het werk overgedragen aan het Haags Gemeentemuseum, dat het vanaf 1871 op verschillende locaties heeft tentoongesteld. Vanaf 1975 heeft het panorama in de grote raadzaal in de inmiddels gesloopte nieuwe vleugel van het Oude Stadhuis gehangen. Op 1 januari 1991 werd het aan het Haags Historisch Museum overgedragen. Tijdens de verbouwing van het museum werd het in 2025 tijdelijk overgebracht naar het atrium van het huidige stadhuis.

## Voorstelling
Het schilderij biedt een panorama van de omgeving van Den Haag vanuit het zuidoosten. In het silhouet van de stad tekenen zich meerdere gebouwen af die duidelijk te herkennen zijn, zoals de Grote- of Sint-Jacobskerk, de Ridderzaal met andere gebouwen van het Binnenhof en het Mauritshuis. Links van de Jacobskerk heeft Van Goyen zijn eigen woonhuis aan de Singelgracht (de huidige Dunne Bierkade) afgebeeld. Links daarvan staat het huis dat hij in 1639 liet bouwen en dat de schilder Paulus Potter in de jaren 1649-1652 van hem huurde. Daarnaast bevindt zich het hoekhuis waar stadstimmerman en Potters schoonvader Claes Dircksz. van Balckeneynde woonde.
Links vooraan staat vermoedeljk de Laakmolen, een poldermolen aan de Haagse Trekvliet. De weilanden op de andere oever, waar gehooid wordt en koeien worden gemolken, liggen aan de voet van het kasteel De Binckhorst bij Voorburg, dat zich ongeveer op de plaats van de toeschouwer van het schilderij bevindt. Op en langs het water heeft Van Goyen twee deftige gezelschappen afgebeeld, waarvan het ene zich per karos en het andere per trekschuit verplaatst. Vrijwel in het midden van het schilderij staat een ooievaar, het aloude symbool van Den Haag.

## Verwante werken
Voorlopers van het schilderij zijn de twee stadsgezichten van Delft door Hendrik Vroom, in het bijzonder het Gezicht op Delft vanuit het noordwesten, dat een soortgelijke compositie heeft met een stadssilhouet op de achtergrond en een schuin weglopende trekvaart op de voorgrond. Een andere inspiratiebron voor Van Goyens schilderij is een afbeelding met een panorama van Den Haag (met als titel Haga Comitis) in Jacob Cats' Houwelyck uit 1625, dat waarschijnlijk is gebaseerd op een tekening van Adriaen van de Venne. Er zijn meerdere overeenkomsten tussen deze prent en Van Goyens panorama, zoals het gezelschap in de koets langs de trekvaart en de arbeiders op het land.

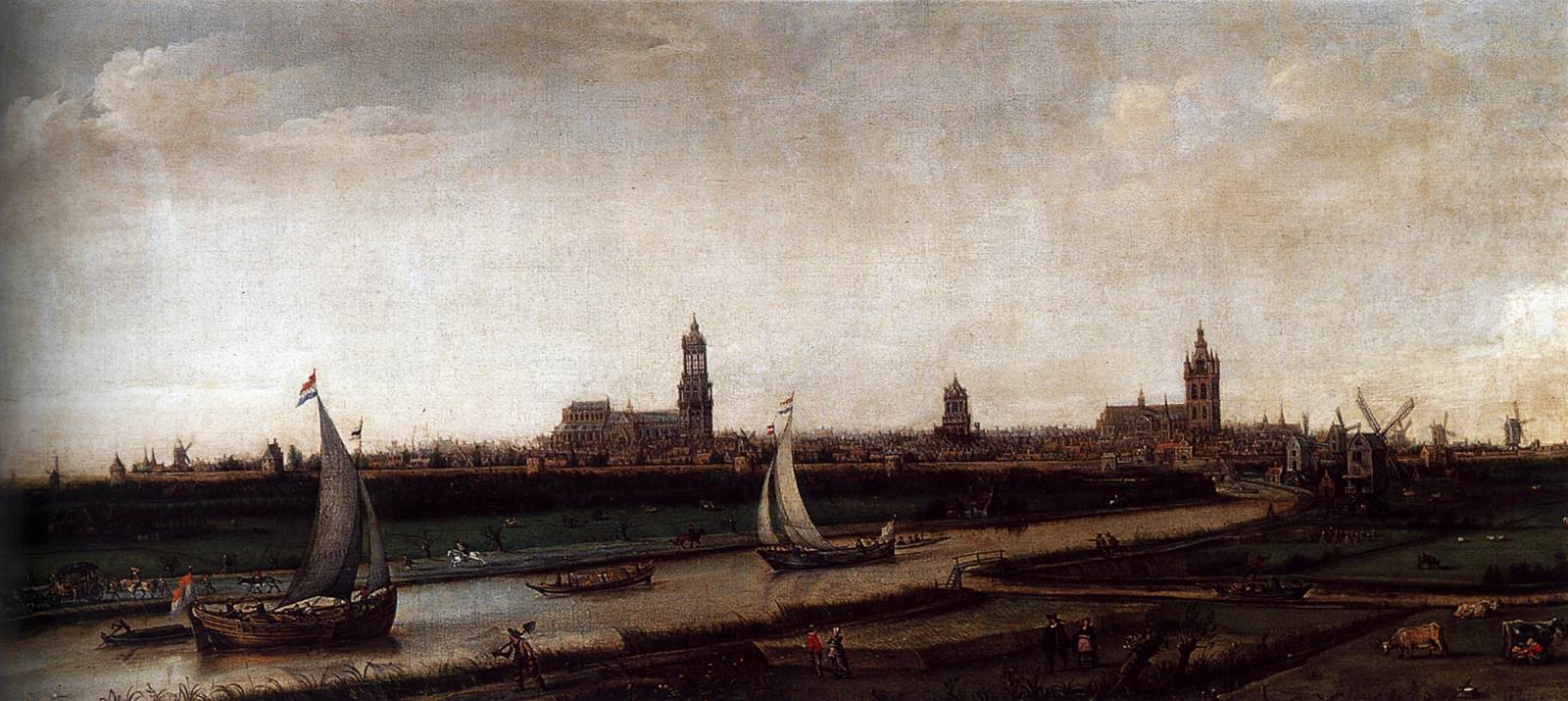
Hendrik Vroom, Gezicht op Delft vanuit het noordwesten, 1634[6] (vroeger gedateerd 1617), Museum Prinsenhof, Delft
- Panorama van Den Haag in Jacob Cats' Houwelyck, dat is, De gansche gelegtheydt des echten staets, 1625

Van Goyens Gezicht op Den Haag diende op zijn beurt als voorbeeld voor latere prenten en schilderijen, in het bijzonder de grote, zesdelige prent Wandelrit van prins Willem III buiten Den Haag door Johannes Kip uit 1686.

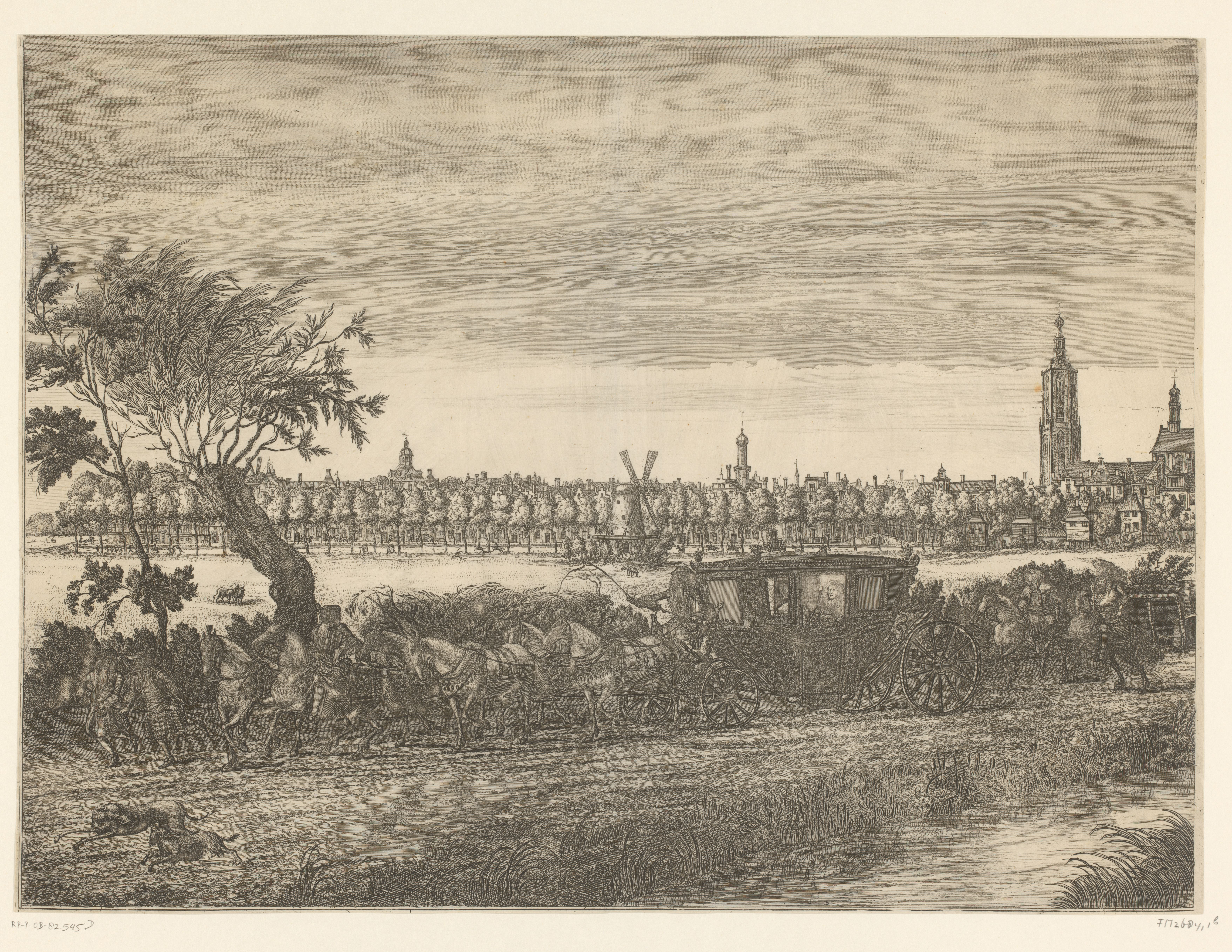
De prent van Johannes Kip uit 1686, Rijksmuseum Amsterdam (linksonder)
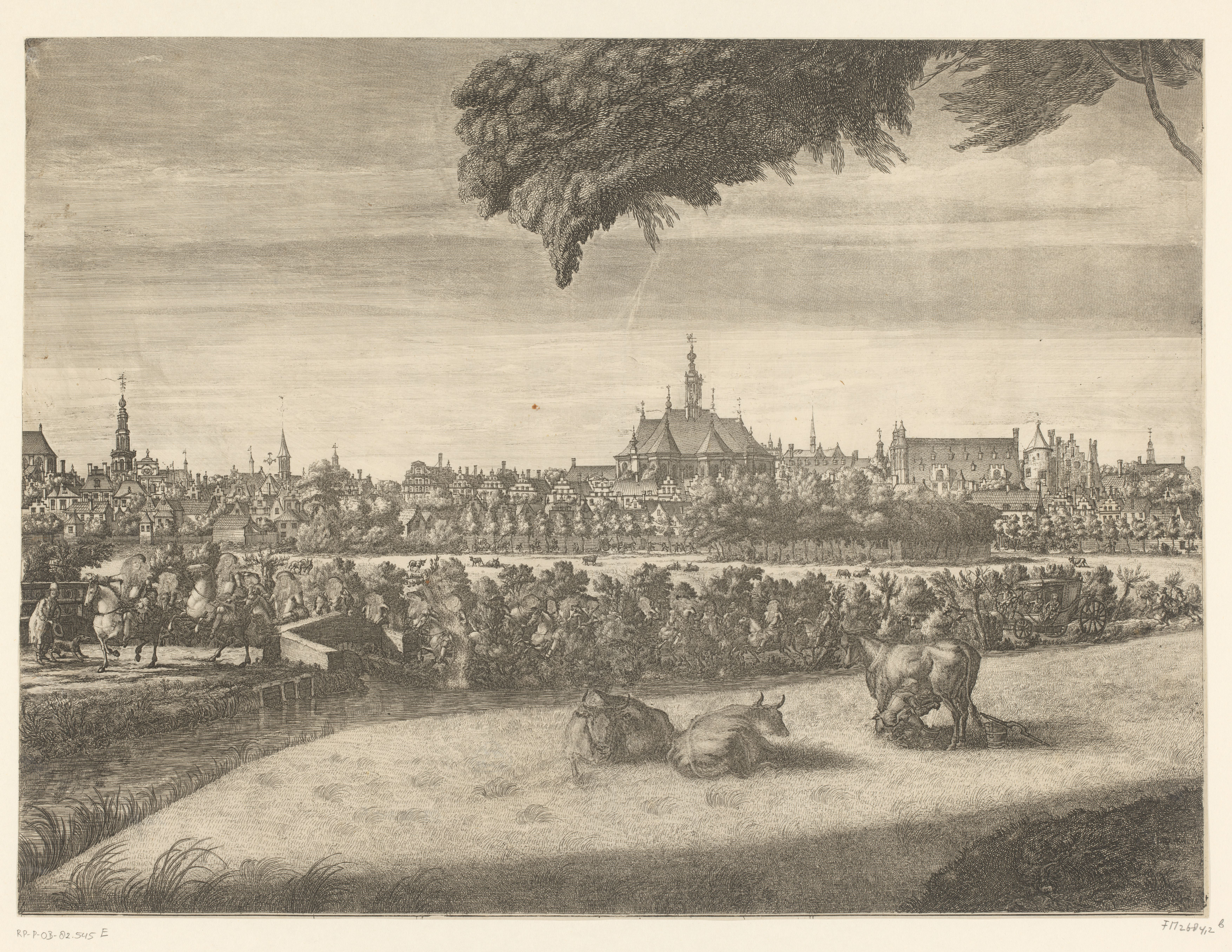
De prent van Johannes Kip (middenonder)
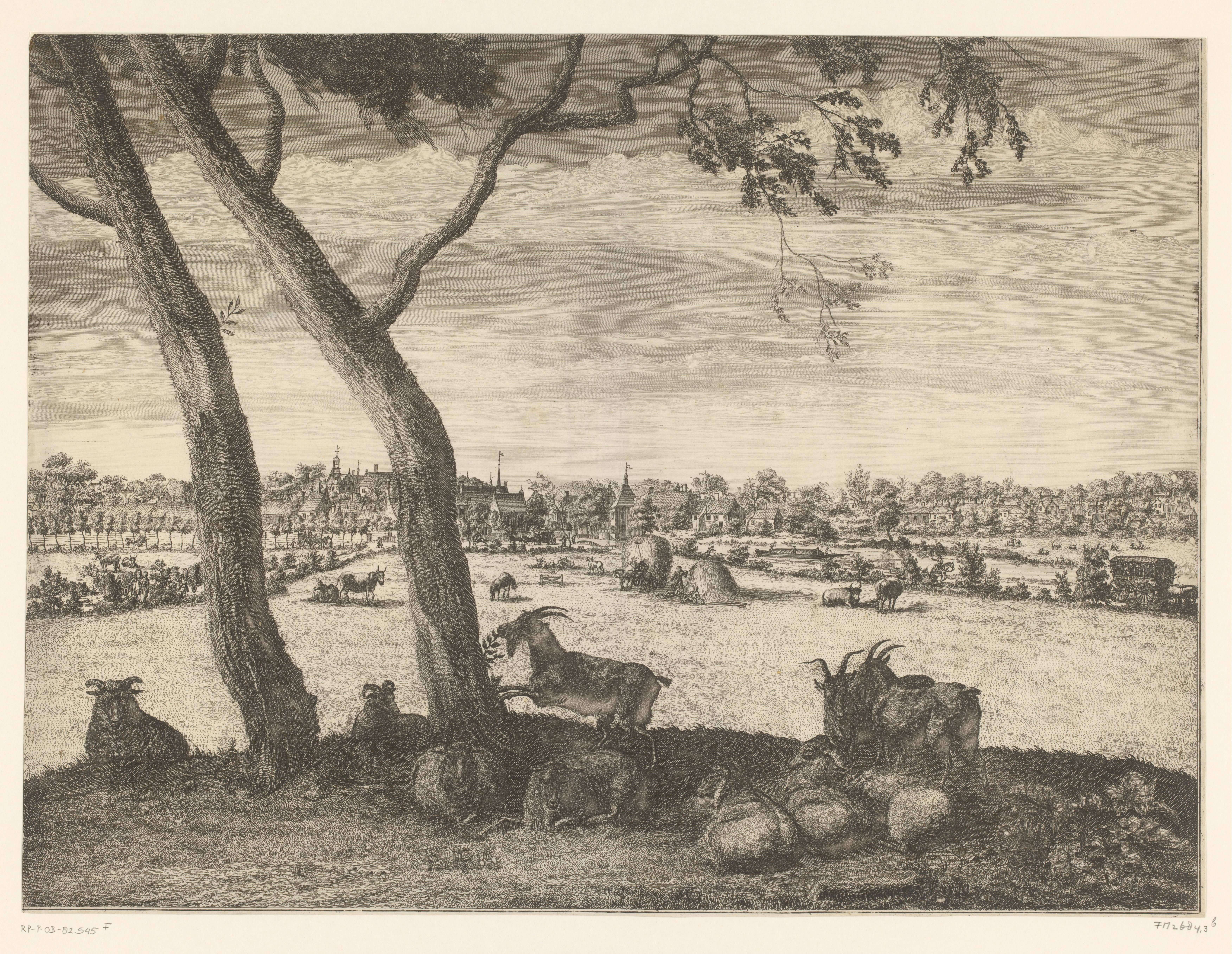
De prent van Johannes Kip (rechtsonder)